# Jagt (Malk de Koijn)
 For alternative betydninger, se Jagt (flertydig). (Se også artikler, som begynder med Jagt)
Jagt er en single fra Malk de Koijns første album Smash Hit In Aberdeen fra 1998. Den er udgivet på pladeselskabet BMG.

## Trackliste
MaxiCD
1. (Radio Version)
2. (DGP's Westdie Remix)
3. (Bjørn Svin's Elektrik Rave Remake)
4. (Taken from the original soundtrack Remix)
5. (LP Version)
6. (Bjørns Bonus Beat)

12" vinyl
Side A
1. (Radio Version)
2. (DGP's Westdie Remix)
3. (Bjørn Svin's Elektrik Rave Remake)

Side B
1. (Taken from the original soundtrack Remix)
2. (LP Version)
3. (Bjørns Bonus Beat)